# Stone Island

Stone Island — італійське товариство, що виготовляє одяг преміумкласу. Ця марка також шалено популярна серед футбольних фанатів та скінхедів.

## Історія товариства
Марка одягу Stone Island з'явилася в 1982 році як бренд товариства C.P. Company. Створюючи новий бренд, італійський модельєр, дизайнер і засновник C.P.Company Масімо Ості хотів втілити в ньому модерні на той час матеріали. Його ідея стосувалася того, щоб використовувати в чоловічому одязі ті тканини, котрі до цього ніколи не використовувалися.
У результаті цієї роботи під брендом Stone Island шили унікальні як по якості матеріалів і технології обробки, так і по епатажному дизайну.
Корені технологічних процедур, котрі використовуються при виробництві одягу Stone Island, часто походять з різних сфер індустрії, дозволяючи виробляти нестандартний одяг. Серед використовуваних у виробництві одягу іновацій можна відзначити куртки, пошиті із міцного моноволокнового нейлону, схожого на той, що використовують при фільтрації води, легкої нейлонової тканини, з допомогою вакуумної обробки покриті мікроскопічною сталевою плівкою. Ця плівка використовується в авіаційній промисловості, для захисту бортових комп'ютерів. Ромбоподібний нейлон із поліуретановим покриттям, неткані матеріали, металічні нитки, матеріали, що міняють свій колір в залежності від температури навколишнього середовища.
Поступово, завдяки використанню вищезгаданих технологічних ходів, товариство стало завойовувати щораз більшу популярність у Європі, найбільше ця популярність проявлялася в Італії та Великій Британії.

## Stone Island сьогодні
Stone Island у наш час випускає дві лінії одягу; в одній з них товариство відмовилося від використання відомого сьогодні «компаса», котрий замінили на простий логотип — Stone Island Denim, вишитий із тканини, чи на ґудзик з емблемою.
При цьому товариство все-таки випускає олдскульний одяг ― «кеш».

## Компас Stone Island

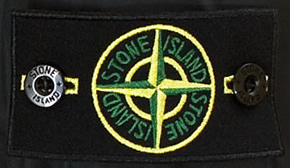
Логотип з компасом Stone Island

Stone Island завжди відрізнялася від своїх «кежуал» конкурентів нашивкою із знаком компаса на лівому рукаві, котра пристібалася двома ґудзиками по горизонталі.
Stone island має велику популярність серед футбольних фанатів. Ця марка у них позиціонується найвище в ієрархії фанатського стилю, маючи високий авторитет серед інших брендів одягу. Цю марку полюбляють і скінхеди.